# József Eötvös
József Eötvös de Vásárosnamény (13 de setembre de 1813, Buda - 2 de febrer de 1871, Pest) fou un escriptor i polític hongarès.

## Biografia
Després de rebre un bon ensenyament, József va entrar al servei civil com a vicenotari, i no va trigar gaire a entrar en els ambients polítics d'Hongria gràcies al seu pare. Va estar-se força anys a l'Europa occidental, on va assimilar les noves idees literàries i polítiques, i va conèixer-hi personalment els principals representants del Romanticisme. Quan tornà a Hongria escrigué la seva primera obra política, i impressionà favorablement la dieta amb la seva eloqüència i saviesa. Un dels seus primers discursos (1841) advocava apassionadament per l'emancipació dels jueus.
A partir d'aleshores Eötvös va continuar publicant els seus ideals polítics en el diari Pesti Hírlap, partint de la idea que les reformes que Hongria necessitava només podrien dur-se a terme si hi hagués un govern vertaderament nacional. Aquestes mateixes idees es manifesten en la seva novel·la El notari del poble (1844-1846), una de les obres clàssiques de la literatura hongaresa, així com en la menys notable Hongria el 1514, o en la comèdia Visca la igualtat!. El 1842 es casà amb Anna Rosti, filla d'Adalbert Rosti.
En aquella època Eötvös ja era considerat com un dels principals escriptors i polítics d'Hongria. La Revolució hongaresa de 1848 va suposar que es dugués a la pràctica gran part de les idees que defensava Eötvös, que va estar al càrrec del ministeri d'ensenyament i religió pública, en el primer ministeri responsable d'Hongria. La seva influència, tanmateix, anava més enllà d'aquesta àrea: ell, juntament amb Ferenc Deák i István Széchenyi, representava la tendència pacífica i moderada dins el consell de ministres. Quan el president Luis Batthyány va dimitir, Eötvös, desil·lusionat, s'exilià durant una temporada a Múnic durant la turbulenta època de la Guerra d'Independència.
En tornar el 1851, Eötvös romangué al marge dels moviments polítics. El 1859 va publicar Garanties del poder i de la unitat d'Àustria, en què intentava arribar a un equilibri entre unió personal i responsabilitat ministerial, d'una banda, i centralització política d'una altra. Després de la guerra italiana, però, aquest punt mitjà va ser considerat suficient per a la majoria dels hongaresos, així que en la dieta de 1861 Eötvös fou un dels més fidels seguidors de Deák.
La calma tensa que va prevaler durant els anys següents van permetre-li de dedicar-se a la literatura, i el 1866 fou elegit president de l'Acadèmia Hongaresa. Després de signar el Compromís Austrohongarès el 1867, Eötvös va formar part del govern de Gyula Andrássy com a ministre d'ensenyament i religió pública, esdevenint així en l'únic que va repetir cartera el 1848 i el 1867. Això va suposar per a József l'oportunitat de fer acabar els ideals que defensava al llarg de la seva vida: per exemple, aquell mateix any la dieta va aprovar una llei d'emancipació dels jueus, tot i que la resta de les seves mesures per la llibertat religiosa no van tenir el mateix èxit, sobretot a causa de l'oposició dels catòlics. La seva gran fita, tanmateix, fou la promulgació de la llei d'escoles nacionals, el sistema d'ensenyament públic més avançat del país des dels temps de Maria Teresa I. Les seves responsabilitats i obligacions foren, però, excessives per a la seva fràgil salut, i va morir a Pest el 2 de febrer de 1871. El 3 de maig de 1879 va erigir-se una estàtua en honor seu en una plaça de Pest.

## Crítica
József Eötvös té un lloc prominent en la història política i literària d'Hongria. La seva posició principal en tots dos terrenys és la d'un pensador, un filòsof: en els seus poemes i novel·les s'hi troben els mateixos ideals pels quals lluità en la seva vida política. Els seus majors versos són unes balades, però en qualsevol cas són inferiors a les seves novel·les. La novel·la hongaresa es trobava aleshores en una infància, amb prou feines n'hi havia antecedents. Eötvös va modernitzar-la, va introduir-hi els problemes socials, les aspiracions polítiques de la nació: en la seva famosa El notari del poble s'apropa a la realitat hongaresa contemporània, mentre que a Hongria el 1514 analitza les causes del desastre de la batalla de Mohács (1526), atribuint-lo a l'egoisme de la noblesa magiar i a l'intens patiment del poble hongarès. El seu estil, d'altra banda, és una mica difícil, molt allunyat, per exemple, de l'estil brillant i viu que imposaria en les seves obres més endavant Mór Jókai. La millor edició de les obres completes d'Eötvös va publicar-se el 1891 en 17 volums.